# Hystriomyia valentinae
Hystriomyia valentinae là một loài ruồi trong họ Tachinidae.